# ويلهلم باور
ويلهلم باور (بالألمانية: Wilhelm Bauer) (و. 1904 – 1974 م) هو عالم اقتصاد، من ألمانيا، ولد في نورنبرغ، توفي في ميونخ، عن عمر يناهز 70 عاماً.

## روابط خارجية
- ويلهلم باور على موقع مونزينجر (الألمانية)